# Фенилуксусная кислота
Фенилу́ксусная кислота́ (α-толуи́ловая кислота́, химическая формула — C8H8O2 или С6H5СH2COOH) —  cлабая химическая органическая кислота, относящаяся к классу карбоновых кислот ароматического ряда.
При стандартных условиях, фенилуксусная кислота — это блестящие иглы с запахом меда.
Соли фенилуксусной кислоты называются фенилацета́тами.

## Физические и химические свойства
Соединение имеет вид блестящих игл с медовым запахом, в случае больших разведений запах изменяется, приобретая цветочный оттенок. Имеет молярную массу 136,15 г/моль, температуру плавления 77—78,5 °C, температуру кипения 265,5 °C (760 мм рт. ст), 144,2—144,8 (12 мм рт. ст), относительную плотность {\displaystyle d_{4}^{20}} = 1,228, показатель преломления {\displaystyle n_{D}^{20}} = 1,450—1,454, pKa в воде = 4,31(25 °C).
Имеет хорошую растворимость в органических растворителях, в том числе в диэтиловом эфире и этиловом спирте. Плохо растворима в воде — 1,66 г/100 г воды (20 °C).

## Получение
Большинство синтезов фенилуксусной кислоты исходят из бензилгалогенидов. Фенилуксусная кислота может быть синтезирована гидролизом бензилнитрила, получаемого, в свою очередь взаимодействием бензилбромида с цианидом натрия:

Другой метод синтеза — взаимодействие бензилхлорида с магнием и дальнейшее взаимодействие образовавшегося реактива Гриньяра с углекислотой:
PhCH2Cl + Mg {\displaystyle \to } PhCH2MgCl
PhCH2MgCl + CO2 {\displaystyle \to } PhCH2COOMgCl
PhCH2COOMgCl + H2O {\displaystyle \to } PhCH2COOH + Mg(OH)Cl
Фенилуксусная кислота также может быть синтезирована карбонилированием бензилового спирта в присутствии родиевых катализаторов

## Применение
Фенилуксусную кислоту и её эфиры применяют при составлении парфюмерных композиций и пищевых эссенций (как отдушку восков и меда). Фенилуксусная кислота служит исходным продуктом для синтеза амфетамина, обладающего сильным стимулирующим действием и, вследствие этого, входит в список прекурсоров, подлежащих контролю в РФ. Добавление фенилуксусной кислоты в культуральные среды используется в микробиологическом синтезе бензилпенициллина плесенями Penicillium chrisogenum или Penicillium notatum.

## Нахождение в природе
Содержится в растениях (в частности, табаке) и некоторых эфирных маслах. По некоторым данным, фенилуксусная кислота, синтезируемая растениями, может проявлять ауксинподобную активность.
У животных фенилуксусная кислота синтезируется из фенилаланина, затем разлагается и выводится из организма в виде фенилпировиноградной кислоты, у человека наличие фенилуксусной кислоты в моче и поте при фенилкетонурии, обусловливающее их специфический «мышиный» запах является одним из диагностических признаков.

## Безопасность
Полулетальная доза ЛД50 фенилуксусной кислоты перорально для кроликов составляет 5 г/кг.